# 普薩拉島

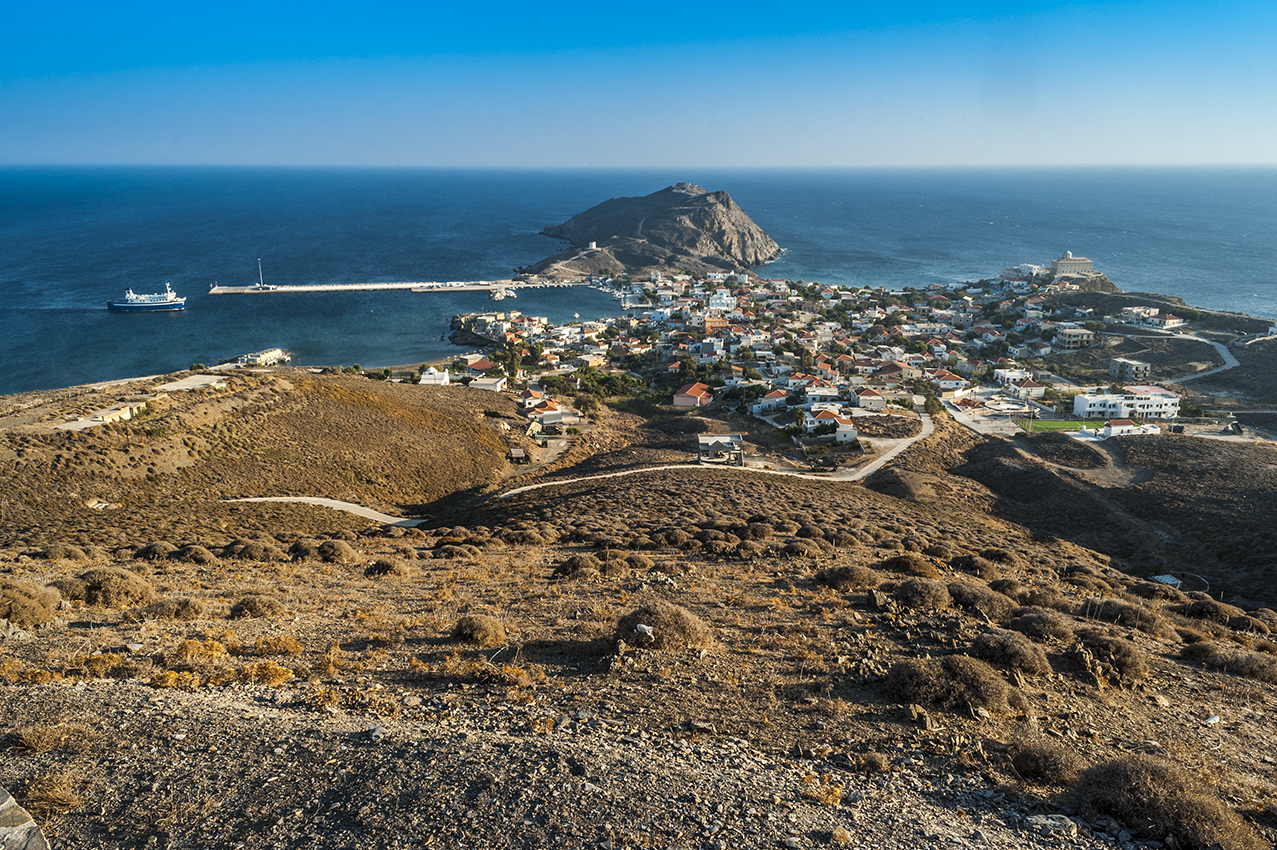
普薩拉島

普薩拉島（羅馬化：Psará）是希臘的島嶼，位於愛琴海北部，距離希俄斯岛81公里，長10公里、寬8公里，面積44.5平方公里，最高點海拔高度531米，2011年人口448。
行政上，普萨拉岛、安迪普薩拉島及其他小岛组成为北愛琴大區希俄斯专区普萨拉市镇。